# モスクワ・バロック

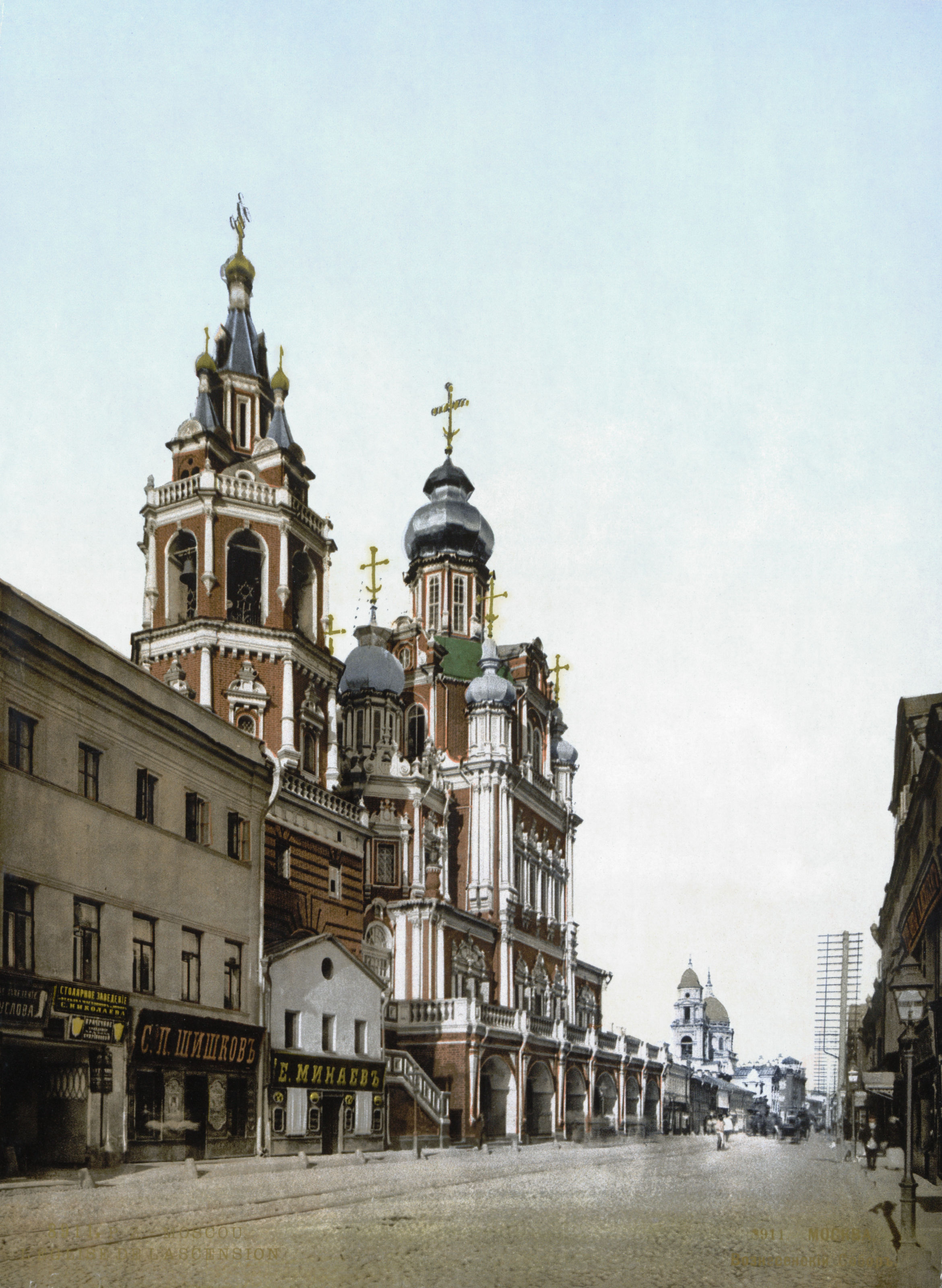
被昇天教会、ポクロフカ通り、モスクワ （1696年 - 1699年）

モスクワ・バロック（ロシア語:Московское бароккоマスコーフスカイェ・バローッカ）は17世紀から18世紀にかけてモスクワで用いられた建築様式。別名、ナルィーシュキン・バロック（Нарышкинское бароккоナルィーシュキンスカイェ・バローッカ）。

## 概要
モスクワ・バロック様式は、伝統的なロシア建築と中欧を経たウクライナ・バロック様式の融合であり、同時期サンクトペテルブルクではピョートル・バロック様式があった。
最初のバロック教会は、ピョートル大帝の母ナターリヤ・ナルィーシュキナにより建てられた。1730年、モスクワ・バロックは、バルトロメオ・ラストレッリのロシア・バロックに引き継がれた。

## モスクワ・バロック建築
- フィリの生神女庇護教会（1693 - 1696年）
- ドゥブロヴィツィ奇蹟教会（1690年 - 1697年）
- ウボールィの救世主（1694年 - 1697年）
- ノヴォデヴィチ修道院（2004年世界遺産認定）
- ドンスコイ修道院
- ソロチャ修道院、リャザン近郊
- スーハレフ塔（1692年 - 1695年建設、1934年ソビエト連邦により解体）
- 国立歴史博物館、モスクワ

## ギャラリー

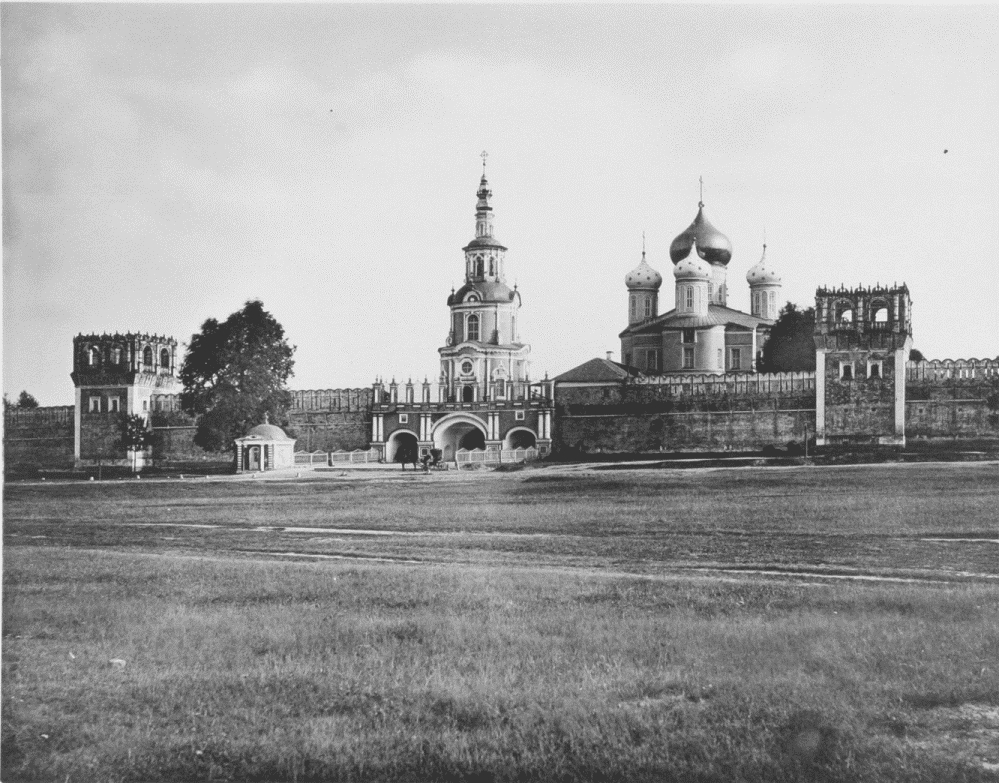
ドンスコイ修道院（1883年）
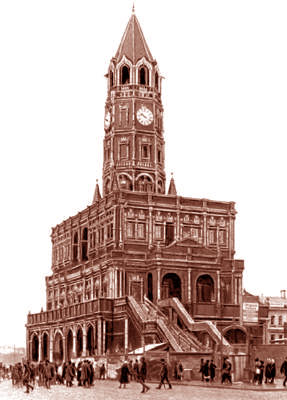
在りし日のスーハレフ塔
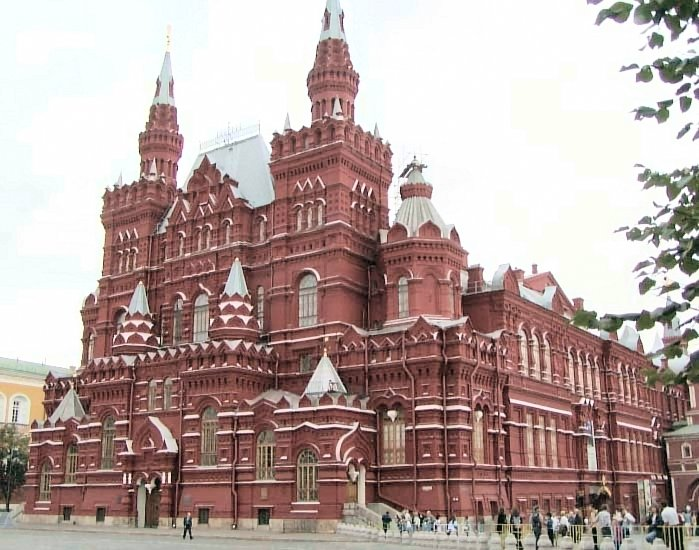
国立歴史博物館を赤の広場から望む
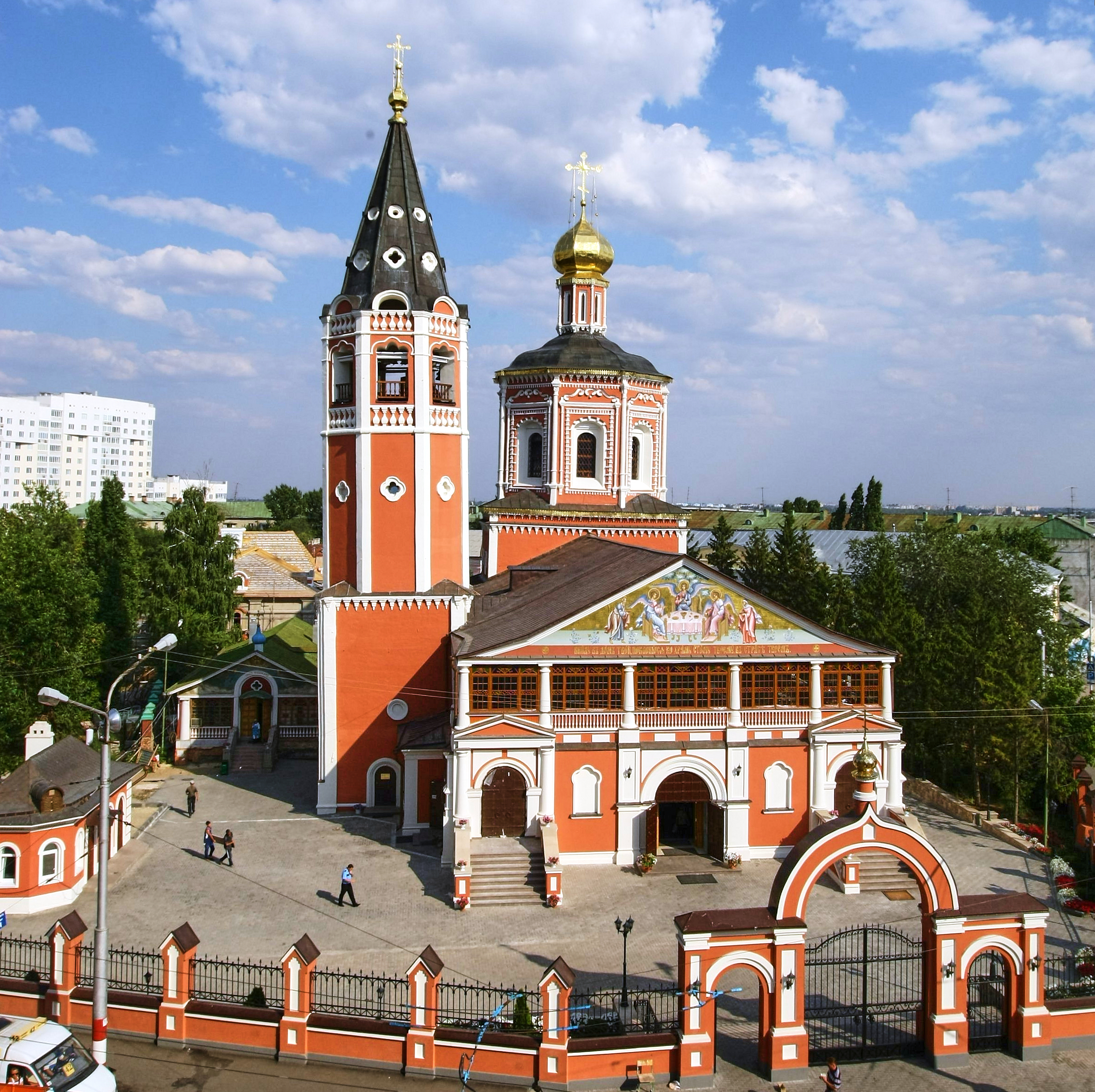
サラトフの至聖三者大聖堂（1689年–1695年）

## モスクワ・バロックの建築家
- ヤーコフ・ブフヴォツォフ
- ピョートル・ポタポフ